# Nuovi Argomenti
Nuovi Argomenti é uma revista italiana publicada pela primeira vez em 1953, fundada por Alberto Carocci e Alberto Moravia. Foi criada como uma publicação de inclinação política de esquerda, com foco literário e cultural, e que contém também discussões sobre arte e história.

## História
A primeira edição de Nuovi Argomenti foi publicada em Roma, em abril de 1953, pelo Istituto Tiberino di Roma. Os fundadores, inspirados por revistas como Temps Modernes, de Jean-Paul Sartre, pretenderam criar uma revista que expusesse a realidade italiana, de uma perspectiva política de esquerda. Segundo Moravia:
"A ideia era a de criar uma revista de esquerda como «Temps Modernes» de Sartre, que tivesse uma atenção na realidade italiana de tipo objetivo e não lírico"
A revista interceptou a cena cultural italiana em meio à crise de mediação entre intelectuais e os partidos de massa PSI (Partido Socialista Italiano) e PCI (Partido Comunista Italiano).
Carocci contribuía à revista Nuovi Argomenti com a sua longa experiência como editor, tendo sido anteriormente diretor da revista florentina Solaria (1926-1936), ao mesmo tempo em que atuava como advogado e sócio de um prestigiado escritório romano e, durante os anos na direção da Nuovi Argomenti, aproximou-se gradativamente dos comunistas. 
Por fim, Alberto Carocci candidatou-se sem se filiar ao PCI, sendo eleito na jurisdição de Roma como deputado em 1963.
Em 1966, a revista Nuovi Argomenti passa por uma reforma editorial, e ao comitê editorial ingressam Pier Paolo Pasolini, Enzo Siciliano e Attilio Bertolucci, estes últimos no decurso dos anos seguintes.
Em janeiro de 1982, a revista Nuovi Argomenti iniciou a sua terceira fase com a editora Mondadori, estando na sua direção Alberto Moravia, Enzo Siciliano e Leonardo Scascia. 
Em seu primeiro número após o hiato de 1981, o prólogo de Enzo Siciliano "La Letteratura dele Cose” reafirma o cerne da revista como o assunto literário, entretanto, com a revista retornando para a sua fase anterior a 1971, traz ao seu conteúdo o debate variado de política e cultura, que fora reduzido na década de 1970, em função do redirecionamento da revista para o assunto literário, perdurando por 50 números e finalizando em abril de 1994.
Em outubro de 1994, foi iniciada sua quarta fase editorial, que concluiria em seu número 20, em 1997, quando seguiu para sua quinta fase, em 1998, que durou até 2017, sendo publicada pela editora Mondadori em formato impresso e eletrônico, em edições bimestrais, localizada no endereço eletrônico www.nuoviargomenti.net.
Por fim, desde 2019, a revista está em sua sexta fase, impressa e publicada pela editora Mondadori.
Neste ponto, a longeva existência desta revista de cultura (que fez 50 anos em 2013) consolidou em suas publicações uma amostragem linear das gerações sucessivas de escritores italianos por toda a segunda metade do século XX, entrando para a segunda década do XXI publicando textos inéditos de escritores iniciantes e renomados.

## O fenômeno das revistas de cultura/revistas literárias
Os muitos títulos de revistas da década de 1950, tais como a Nuovi Argomenti, estão inseridos no paradigma das chamadas “revistas de cultura”, que foram espaços de publicação apropriados para materiais inéditos e colocavam em convívio próximo um público variado ou sectário de artistas, escritores, políticos, cientistas e estudantes, abarcando uma grande diversidade de organizações.
A definição de "revistas de cultura" se deve mais ao seu significado, atribuído pelo seu público intelectual, do que a um modelo específico de organização do conteúdo. Elas são um fenômeno cultural do fim do século XIX, mais especificamente entre as décadas de 1950 e 1960, quando proliferaram muitos títulos em países diversos (Brasil, França, Estados Unidos etc.), ressurgindo como fenômeno cultural do segundo pós-Guerra.
Na Itália, as revistas de cultura mostraram-se organizadoras de correntes ideológicas e espaços de investigação de cultura e sociedade. Entre 1953 e 1964, a revista Nuovi Argomenti foi dedicada aos debates sobre política e cultura para além da discussão da intelectualidade orgânica marxista com a qual ela preservava um grau de identidade. Segundo Enzo Siciliano, “A Nuovi Argomenti era a revista de cultura e política que Moravia dirigia com Alberto Carocci: era uma revista que tendia a romper o esquematismo anticomunista e antimarxista" (tradução livre).
Em 1978, Alberto Moravia relatou em entrevista que a Nuovi Argomenti foi lançada tendo sido espelhada em seu primeiro momento na revista francesa editada por Simone de Beauvoir e Jean-Paul Sartre, Temps Modernes (http://www.nuoviargomenti.net/la-storia-della-rivista/ acesso: 25/02/20). Até 1964, a revista teve temas tipo dossiê e o seu primeiro e segundo número (n.1, Mar.-Abr., 1953 e n. 2, mai.-jun., 1953) tiveram como tema ou tópico a relação entre arte e o comunismo (Inchiesta sull’arte e il comunismo), o que refletiu o interesse manifesto da revista em ser o espaço de debate da cultura italiana na forma de um dossiê sobre um tópico extensamente abordado, formato mantido em toda a sua primeira fase editorial.

## Índice de revistas publicadas
A revista Nuovi Argomenti viveu cinco fases editoriais e se encontra atualmente em sua sexta fase.
Primeira série (editora Istituto Tiberino di Roma):
N.1 (março-abril, 200p.), 1953 Inchiesta sull’arte e il comunismo
N. 2 (Maio-junho), 1953 Inchiesta sull’arte e il comunismo 2:
N. 3 (julho-agosto, 195p.), 1953.
n.4 (setembro-outubro), 1953. Alcuni appunti sugli U.S.A.
N. 7 (Março-abril), 1954. Comunismo e ocidente
N. 8 (Maio-junho, 191p.), 1954. I minatori di Maremmani
N. 10 (setembro-outubro, 267p.), 1954 Inchiesta su Orgosolo di Franco Cagnetta
N. 11 (Novembro-dezembro, 185p.), 1954. L’uomo come fine
N. 15-16 (julho-outubro 196p.). 1955.
N.17-18 (novembro-Fevereiro, 218p.), 1955.
N.19 (Março-Abril, 193 p.), 1956. “Appunti sul colonialismo in Algeria”
N. 20 (Maio-junho, 139p.), 1956. “9 domande sullo stalinismo”
N.21-22 (julho-outubro), 1956.
N.23-24 (novembro-dezembro), 1956.
N. 25 (Março-abril, 169p.), 1957 “8 domande sullo stato guida”
N.26 (maio-junho), 1957
N.27 (julho-agosto 152p.), 1957
N.28-29 (setembro-dezembro), 1957
N. 30 (Janeiro-fevereiro, 206p.), 1958. Ultime cose su Saba
N.31-32 (Março-junho, 344p.), 1958. Inchiesta alla FIAT
N.33 (julho-agosto, 191p.), 1958.
n.34 (Setembro-outubro), 1958. I problemi di due Germani
N.35-36 (novembro-fevereiro, 212p.), 1958
N.37 (Março-abril, 192p.), 1959. Mito e civiltà moderna
n.38-39 (maio-agosto, 185p.), 1959. 9 domande sul romanzo
n.40 (Setembro-outubro), 1959. O desenvolvimento econômico na China
N.41 (Novembro-dezembro), 1959.
N. 42-43 (Janeiro-abril), 1960.
N. 44-45 (Maio-Agosto, 194p.), 1960. 8 domande sulla critica letteraria in Italia
N. 46 (setembro-outubro), 1960.
N.47-48 (Novembro-fevereiro), 1960. Appunti sulla destra tedescha
N. 49-50 (Março-junho), 1961.
n. 51-52 (julho-outubro), 1961. “8 domande sull'erotismo in letteratura”
N. 53-54 (novembro-fevereiro), 1961
N. 55-56 (Março-Junho), 1962. 7 domande sulla poesia,
n. 57-58 (Julho e Outubro, 176p.), 1962. 8 domande sul XXII° Congresso del PCUS
N. 59-60, (Novembro – fevereiro) 1962
N. 61-66 (Março– fevereiro,200p.), 1963.
N. 67-68 março – junho, 1964. 10 domande su “neocapitalismo e letteratura
N. 69-71, julho dezembro 1964.
Nova Série (Editora Garzanti)
N.1, janeiro-março, 1966.
N.2 Abril-junho, 1966
N. 3-4 Julho-dezembro, 1966.
N. 5, Janeiro-Março, 1967.
N.6, Abril-Junho, 1967.
N. 7-8, Julho-dezembro, 1967.
N. 9, Janeiro-março, 1968.
N. 10, abril-junho, 1968.
N. 11 julho-setembro, 1968.
N. 12, outubro-dezembro, 1968
N. 13, Janeiro-março, 1969.
N. 14, Abril-Junho, 1969
N. 15, Julho-Setembro, 1969
N. 16, outubro-dezembro, 1969
n. 17, janeiro-março, 1970
N. 18, Abril-Junho, 1970
N. 19, Julho-Setembro, 1970
N. 20, Outubro-Dezembro, 1970
N. 21, Janeiro-março, 1971
N. 22, abril-junho, 1971
N. 23-24, Julhio-dezembro, 1971
N. 25, Janeiro-Fevereiro, 1972
N. 26, Março Abril, 1972
N. 27, maio-junho, 1972
N. 28, julho-agosto, 1972
N. 29-30, Setembro-dezembro, 1972
N. 31, Janeiro – Fevereiro, 1973 OTTO DOMANDE SULL’ESTREMISMO
N. 32, Março-Abril, 1973
N. 33-34, Março-agosto, 1973
N. 35-36, Setembro-dezembro, 1973
N. 37, janeiro-fevereiro, 1974
N. 38-39, Março-junho, 1974 Appunti sul Cile
N. 40-41-42, Julho-Dezembro, 1974
N. 43-44, Janeiro-Abril, 1975
N. 45-46 Maio-Agosto, 1975
N. 47-48, (Settembro-dezembro), 1975
N. 49 – Janeiro-Março, 1976 Ommagio a Pasolini
N. 50, Abril-junho, 1976
N. 51-52, Julho-dezembro, 1976
N. 57, janeiro-março, 1978 Omaio a Saba
N. 58, Abril-Junho, 1978
N. 59-60, Julho-Dezembro, 1978
N. 61, Janeiro-Março, 1979
N. 62, Abril-Junho, 1979
N. 63-64, Julho-Dezembro, 1979
N. 65-66 – Janeiro-Junho, 1980
N. 67-68, Julho-Dezembro, 1980